# Селлаль, Абдельмалек
Абдельмалек Селлаль (араб. عبد المالك سلال‎; род. 1 августа 1948, Константина, Алжир) — алжирский государственный деятель, премьер-министр Алжира с 3 сентября 2012 по 13 марта 2014 года и с 28 апреля 2014 года по 25 мая 2017 года.
В настоящее время осужден на 12 лет тюремного заключения.

## Биография
Родился 1 августа 1948 года в Константине. Окончил École Nationale d’Administration в 1974 году, защитил диплом по специальности «Дипломатия». С 1975 года занимает различные государственные должности в правительстве Алжира.
В частности, в 1995-1996 годах был министром иностранных дел, в 1996—1997 годах — послом в Венгрии, в 1998—1999 годах — министром внутренних дел, в 1999—2001 годах — министром молодёжи и спорта, в 2001—2002 годах — министром общественных работ, в 2002—2004 годах — министром транспорта, в 2004-2012 годах — министром водных ресурсов.
В феврале 2022 года Абдельмалек Селлал был госпитализирован в CHU Mustapha-Pacha в Алжире из-за заражения омикронным вариантом covid-19 и имел проблемы со здоровьем, связанные с последним.

### Уголовное преследование
В июне 2019 года Селлаль был задержан Верховным судом страны в рамках антикоррупционного расследования.
10 декабря 2019 года приговорён судом к 12 годам тюремного заключения за растрату государственных средств, неправомерное распределение контрактов и злоупотребление властью.

## Личная жизнь
Женат, отец троих детей.